# Myrmecodia aureospina
Myrmecodia aureospina är en måreväxtart som beskrevs av Anthony Julian Huxley och Jebb. Myrmecodia aureospina ingår i släktet Myrmecodia och familjen måreväxter. Inga underarter finns listade i Catalogue of Life.